# ソリアーノ・アル・ルビコーネ
ソリアーノ・アル・ルビコーネ（伊: Sogliano al Rubicone）は、イタリア共和国エミリア＝ロマーニャ州フォルリ＝チェゼーナ県にある、人口約3,100人の基礎自治体（コムーネ）。

## 地理

### 位置・広がり
フォルリ＝チェゼーナ県東部に位置する。

#### 隣接コムーネ
隣接するコムーネは以下の通り。括弧内のRNはリミニ県所属を示す。
- ボルギ
- メルカート・サラチェーノ
- ノヴァフェルトリア (RN)
- ポッジョ・トッリアーナ (RN)
- ロンコフレッド
- サンターガタ・フェルトリア (RN)
- サルシナ
- タラメッロ (RN)

### 地勢
ルビコーネ川（ルビコン川）の水源は当地にある。

### 気候分類・地震分類
ソリアーノ・アル・ルビコーネにおけるイタリアの気候分類 (it) および度日は、zona E, 2642 GGである。
また、イタリアの地震リスク階級 (it) では、zona 2 (sismicità media) に分類される。

## 行政区画
ソリアーノ・アル・ルビコーネには、以下の分離集落（フラツィオーネ）がある。
- Bagnolo, Vignola, Rontagnano, Strigara, Montegelli, Ponte Uso, Ponte Rosso, Montetiffi, S.Maria Riopetra, Bivio Montegelli

## 姉妹都市
- Meziboří、チェコ
- ザイダ（ドイツ語版）、ドイツ 1999年